# Каждое любящее сердце
«Каждое любящее сердце» (хинди हर दिल जो प्यार करेगा, Har Dil Jo Pyar Karega…) — индийская мелодрама, снятая на языке хинди и вышедшая в прокат 4 августа 2000 года, ремейк голливудского фильма «Пока ты спал».

## Сюжет
Радж уезжает из Гоа в Мумбаи. У него две цели: стать известным певцом и найти девушку своей мечты. В Мумбаи он живёт у своего друга и безуспешно пытается начать карьеру певца. После ряда неудач он решает вернуться назад в Гоа, но обстоятельства меняют его планы: он случайно становится свидетелем аварии, спасает жизнь девушке в свадебном платье и отвозит её в больницу. Невеста оказывается Пуджей Оберой, дочерью влиятельного музыкального продюсера, которая собиралась вопреки воле отца выйти замуж за некоего Роми. Приехав в больницу, родственники Пуджи застают там Раджа и принимают его за Роми. Поскольку Пуджа находится в коме, а Роми больше не проявляет интереса к своей невесте, друг дома просит Раджа выдать себя за Роми, пока Пуджа не придёт в себя, чтобы не расстраивать её отца, страдающего от болезни сердца. Радж использует ситуацию и охотно играет роль будущего зятя известного продюсера. Это даёт ему возможность начать, наконец, карьеру певца. Его вторая цель тоже достигнута — он встречает подругу Пуджи, Джанви, и мечтает жениться на ней. Джанви согласна на брак, и им остаётся только подождать, пока Пуджа выйдет из комы, чтобы всё объяснить родственникам. Но они не подозревают, что Пуджа всё слышит и понимает, что Радж пошёл на обман ради её больного отца. Его поступок зажигает любовь в её сердце, и она больше не хочет расставаться с Раджем. Придя в себя, она рассказывает об этом Джанви, и та, не желая вставать на пути у лучшей подруги, отказывается от Раджа и даёт согласие на брак с другим. Но Радж готов бросить всё и вернуться домой, если Джанви не станет его женой…

## В ролях
- Салман Хан — Радж / Роми
- Прити Зинта — Джанви
- Рани Мукерджи — Пуджа Оберой
- Камини Каушал — Биджи
- Нирадж Вора — Абдул
- Шакти Капур — дядя Абдула
- Раджив Верма — Бхарат Оберой, отец Пуджи
- Сатиш Шах — Махеш Хирвани
- Сана Саид — Анджали
- Винай Патхак — Монти
- Пареш Равал — Говардхан
- Разак Хан — учитель танцев
- Шахрух Хан — Рахул, жених Пуджи

## Саундтрек
| №  | Название                       | Исполнители             | Длительность |
| -- | ------------------------------ | ----------------------- | ------------ |
| 1. | «Har Dil Jo Pyar Karega»       | Алка Ягник, Удит Нараян | 6:04         |
| 2. | «Dil Dil Deewana»              | Алка Ягник, Удит Нараян | 5:55         |
| 3. | «Aate Jaate Jo Milta Hai»      | Алка Ягник, Сону Нигам  | 6:12         |
| 4. | «Ek Garam Chai Ki Pyali Ho»    | Ану Малик               | 5:40         |
| 5. | «Har Dil Jo Pyar Karega» (Sad) | Алка Ягник              | 3:49         |
| 6. | «Piya Piya»                    | Прашант, Прити, Пинки   | 5:40         |
| 7. | «Aisa Pehli Baar Hua Hai»      | Сону Нигам              | 6:47         |
| 8. | «Sahiba Sahiba»                | КК                      | 2:42         |